# Potamilla polyophthalmos
Potamilla polyophthalmos är en ringmaskart som först beskrevs av Grube 1878.  Potamilla polyophthalmos ingår i släktet Potamilla och familjen Sabellidae. Inga underarter finns listade i Catalogue of Life.